# Upperlands
Upperlands är en ort i Storbritannien.   Den ligger i distriktet Mid Ulster och riksdelen Nordirland, i den västra delen av landet, 600 km nordväst om huvudstaden London. Upperlands ligger 63 meter över havet och antalet invånare är 535.
Terrängen runt Upperlands är platt åt sydost, men åt nordväst är den kuperad. Runt Upperlands är det ganska tätbefolkat, med 60 invånare per kvadratkilometer. Närmaste större samhälle är Maghera, 4,2 km söder om Upperlands. Trakten runt Upperlands består i huvudsak av gräsmarker.